# Antoni Bonamusa i Homs
Antoni Bonamusa i Homs   (Barcelona, 1929 - Barcelona, 20 de març de 2007) fou un decorador i dissenyador industrial català.

## Biografia
El 1943 començà a treballar a l'estudi Alarma realitzant feines d'escenografia i interiorisme. Entre el 1946 i el 1951 formà part de l'equip tècnic d'una companyia hidroelèctrica, treball que compaginà amb altres feines d'il·lustració, interiorisme i pintura. El 1951, conjuntament amb l'aparellador Ramon Tomàs, van crear l'estudi Bonamusa-Tomàs d'arquitectura, interiorisme i disseny industrial. A partir d'una primera col·laboració amb Pere Balañà i Espinós (Cine-Teatre Novedades) a la dècada del 1960, va realitzar l'interiorisme d'altres sales del mateix propietari (Urgell, Aribau, Niza, Palau Balañà), creant així un estil propi. També va decorar els interiors de la seva residència d'estiueig, el Castell de Foixà.
Durant aquests anys, l'oficina de turisme espanyol (Expotur) li va encarregar la realització dels seus pavellons per a les fires de tot el món. Participà habitualment en els salons Hogarotel, tant presentant productes propis com realitzant pavellons per a diferents empreses. Entre el 1966 i el 1968 realitzà el projecte d'urbanisme per a Boca Raton (Florida, EUA).
En el camp del disseny industrial, treballà per a diverses empreses com Ciervo Industrial, per a la qual realitzà el cendrer de peu Delta (1966),
la cadira Amèlia (1967), i el llum 2030 (1970). Altres dissenys seus foren el tamboret Cúbica (1965), o la cadira Venus (1990).
El 1970 fundà el Grup Bonamusa amb els seus col·laboradors Juan Pinell Escartín (Barcelona, 1935) i Ramon Castells Molist (Barcelona, 1939). Actiu entre les dècades del 1970 i 1990, els seus camps eren l'interiorisme i el disseny industrial (llums, mampares, mobles, manetes i tiradors accessoris de bany, etc.). Un dels seus dissenys fou el cendrer paperera Drac (1994).
Va morir el 20 de març del 2007 a causa d'un càncer terminal.

### Premis i reconeixements
Els seus dissenys han rebut nombrosos premis Delta de l'ADI/FAD, institució de la qual va ser vocal (1962-63), comptador (1963-68), vicesecretari (1966-67) i vicepresident (1968-69) sota la presidència d'Alfons Serrahima. Va rebre la medalla d'aquesta institució el 1967.